# سارانسک
سارانسک (به روسی: Сара́нск، به موکشا: Саранош، سارانُش) شهری است در مرکز بخش اروپایی روسیه.

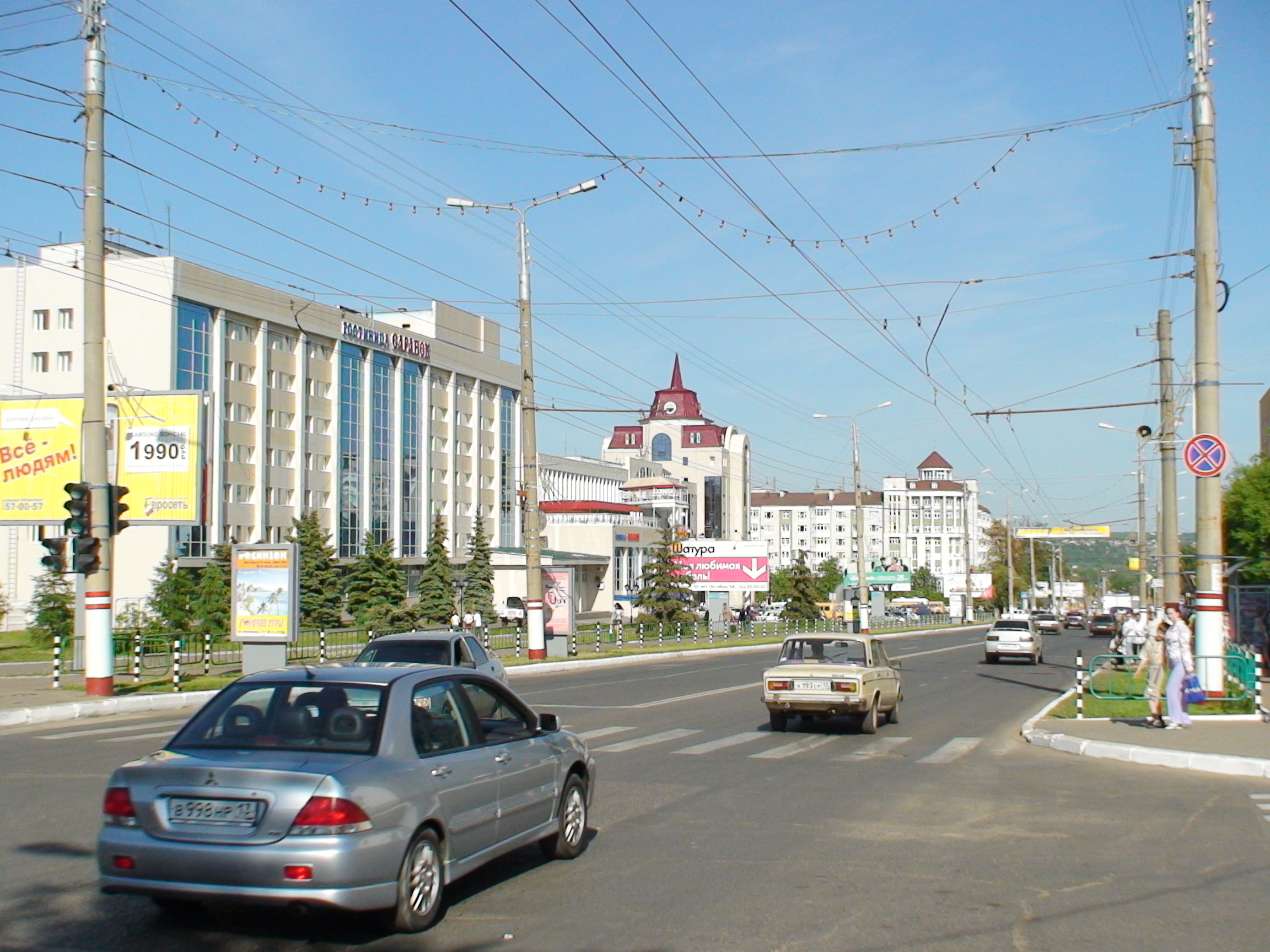
سارانسک.

این شهر مرکز جمهوری موردوویا است و ۲۹۶٬۸۶۶ نفر جمعیت دارد. (سال ۲۰۰۹).
۸۵ درصد از جمعیت این شهر از قوم روس هستند و زبان موردوین کمتر در این شهر شنیده می‌شود.

## میزبانی جام جهانی
این شهر یکی از شهرهای میزبان جام جهانی ۲۰۱۸ روسیه می‌باشد. بازی سوم تیم ملی فوتبال ایران در مرحله گروهی که در برابر پرتغال بود چهارم تیر ماه ۱۳۹۷ در این شهر برگزار شد.